# Casa del Mestre de la Colònia Güell
La Casa del Mestre de la Colònia Güell és un edifici modernista del municipi de Santa Coloma de Cervelló (Baix Llobregat), obra de Francesc Berenguer i Mestres i inclosa en l'Inventari del Patrimoni Arquitectònic de Catalunya.

## Descripció
Es tracta d'un habitatge que és el conjunt o contrapunt del seu edifici complementari, l'Escola. Està construït amb lloseta de pedra i té les obertures, les cantonades, una franja alta i la torratxa remarcats amb maó vist, accentuant encara més la varietat de nivells, terrasses i teulades que li donen una aparença de "castell màgic" i emmascarant una senzilla planta en forma de ela. El desnivell del terreny afavoreix el seu aspecte complicat afavorint les diferents escaletes, entrada, comunicació amb l'Escola, accés posterior del pati privat al primer pis, i creant una diferència d'un pis entre la part de davant i la posterior. Les teulades són teula esmaltada en verd i negre, i a la xemeneia hi ha, en ceràmica vidriada, la data de construcció (1911). L'historicisme és palès.

## Història
Al mes de març de 1890 es va posar la primera pedra i assenyalaren els fonaments de la nova fàbrica de cotó que Eusebi Güell i Ferran Alsina van instal·lar al terme de Santa Coloma de Cervelló a fi que "d'aquesta manera l'obrer es trobés en millors condicions higièniques d'habitació i d'aliments...". Això comportà la construcció d'una autèntica colònia on no podia faltar l'Escola i la Casa del Mestre. Dotada de les millors condicions que es donaven en el seu moment, en el 1987, l'Escola encara continuava funcionant, si bé la Casa del Mestre, ha vist fragmentat el seu interior en dos habitatges que respecten totalment la seva estructura.